# Dendrophthora sulcata
Dendrophthora sulcata är en sandelträdsväxtart som beskrevs av J. Kuijt. Dendrophthora sulcata ingår i släktet Dendrophthora och familjen sandelträdsväxter. Inga underarter finns listade i Catalogue of Life.